# Carlo Augusto Viano
Carlo Augusto Viano (Aosta, 10 luglio 1929 – Torino, 20 luglio 2019) è stato un filosofo e storico della filosofia italiano.

## Biografia
Laureatosi in Filosofia all'Università di Torino nel 1952 con Nicola Abbagnano, in seguito ha insegnato nelle università di Milano e Cagliari. Ha fatto infine ritorno, in qualità di ordinario fuori ruolo di Storia della filosofia, all'ateneo torinese, di cui è stato nominato professore emerito a seguito del pensionamento. Ha fatto parte del Comitato Nazionale per la Bioetica, ed è stato membro del direttivo della Rivista di filosofia e, a partire dal 1991, socio nazionale dell'Accademia delle Scienze di Torino.
Il 24 giugno 2010 fu insignito del premio Feltrinelli per la Storia della Filosofia.

## Pensiero
Di formazione neoilluminista, si è occupato principalmente di storia della filosofia antica e moderna e di etica. Nel campo della filosofia è autore di importanti studi su Aristotele (La logica di Aristotele, Torino, 1954) e Locke (John Locke, Dal razionalismo all'Illuminismo, Torino, 1960, Il pensiero politico di Locke, Roma/Bari, 1997), oltre a varie opere di storia della filosofia curate in collaborazione con Pietro Rossi. Nel campo dell'etica, oltre a studi storici (L'etica, Milano, 1981, Teorie etiche contemporanee, Torino, 1995), si è dedicato a promuovere la costruzione di una bioetica laica e, soprattutto negli ultimi anni, a denunciare la timidezza dei laici di fronte alle ingerenze della Chiesa cattolica in ambito scientifico e morale.
Da Enrico Mistretta, direttore editoriale della Laterza, gli fu affidata, insieme con Pietro Rossi, la direzione di una fondamentale Storia della filosofia in sette volumi, che iniziò a essere pubblicata a partire dal 1993.

## Opere principali
- La logica di Aristotele, Torino, Ed. Taylor, 1955
- John Locke, Dal razionalismo all'Illuminismo, Torino, Einaudi, 1960, 1973
- L'etica, Mondadori, Milano, Arnoldo Mondadori Editore, 1981
- La selva delle somiglianze. Il filosofo e il medico, Torino, Einaudi, 1985
- Va' pensiero: il carattere della filosofia italiana contemporanea, Torino, Einaudi, 1985
- (con Pietro Rossi) Filosofia italiana e filosofie straniere nel dopoguerra, Bologna, Il Mulino, 1991
- (curatore) Teorie etiche contemporanee, Torino, Bollati Boringhieri, 1995
- (con Pietro Rossi) Storia della filosofia, Roma/Bari, Laterza, 1993-99 (7 volumi)
- Il pensiero politico di Locke, Roma/Bari, Laterza, 1997
- Etica pubblica, Roma/Bari, Laterza, 2002
- (con Pietro Rossi) Le città filosofiche. Per una geografia della cultura filosofica italiana, Bologna, Il Mulino, 2004
- Le imposture degli antichi e i miracoli dei moderni, Torino, Einaudi, 2005
- Laici in ginocchio, Roma/Bari, Laterza, 2006
- Stagioni filosofiche. La filosofia del Novecento fra Torino e l'Italia, Bologna, Il Mulino, 2007
- La scintilla di Caino. Storia della coscienza e dei suoi usi, Torino, Bollati Boringhieri, 2013